# Бегунов Роман Ігорович
Роман Ігорович Бегунов (біл. Раман Ігаравіч Бегуноў, нар. 22 березня 1993, Мінськ, Білорусь) — білоруський футболіст, захисник клубу «Шахтар» (Солігорськ).

## Клубна кар'єра

### «Мінськ»
Вихованець школи футбольного клубу «Мінськ», з 2010 року грав за дубль клубу. У 2010 році кандидатуру Бегунова розглядала команда «Спартак» (Москва). У сезоні 2012 року став гравцем основного складу, зазвичай займав позицію правого захисника.
У 2013 році остаточно закріпився в основі, на позиції правого захисника змінювався з Олександром Сверчинським. Часом починав використовуватися як правий півзахисник. 3 листопада 2013 року оформив дубль у матчі проти «Білшини», що, однак, не врятувало команду від поразки (2:3).
У грудні 2013 року продовжив контракт з «Мінськом». Сезон 2014 року починав правим захисником, але незабаром переведений в центр захисту, де закріпився в основному складі. У сезоні 2015 року почав також використовуватися й на позиції опорного півзахисника.

### «Динамо» (Мінськ)
У липні 2015 року інтерес до Романа почало проявляти мінське «Динамо». 14 липня 2015 року підписав контракт з вище вказаним клубом. Перейшовши в клуб по ходу сезону, захисник відразу став гравцем основи. виступав на позиції правого захисника. Перший м'яч за «Динамо» забив у першому офіційному матчі наступного сезону (проти «Торпедо-БелАЗа», Кубок Білорусі, 1:0). З травня по липень 2016 року не грав через травму, пізніше повернувся в основний склад.
У березні 2017 року обраний капітаном «Динамо», але влітку поступився капитанством Олександру Нойку. Після переходу «Динамо» в сезоні 2017 року на схему з п'ятьма захисниками залишився виступати на позиції правого крайнього захисника. В сезону 2018 року залишався гравцем стартового складу. У жовтні та листопаді не виступав через травму.
У січні 2019 року, незважаючи на закінчення контракту, продовжувався з «Динамо», але незабаром залишив команду.

### «Торпедо-БелАз»
У січні 2019 року підписав контракт з «Торпедо-БелАЗом». Першу половину сезону пропустив через травму. У липні почав з'являтися на полі, але незабаром знову отримав травму. Лише з жовтня став стабільно грати за основну команду жодинців.

### «Шахтар» (Солігорськ)
У січні 2020 року перейшов у «Шахтар» (Солігорськ). Пропустив старт сезону 2020 через травму, потім почав з'являтися у стартовому складі. У січні 2021 року продовжив контракт з клубом до кінця 2022 року.

## Кар'єра в збірній
Зіграв 3 матчі за молодіжну збірну Білорусі.
Вперше отримав виклик до національної збірної для участі в відбіркових матчах чемпіонату Європи 2016 проти збірних Словаччини (9 жовтня 2015 року) і Македонії (12 жовтня 2015 року). Дебют за головну футбольну команду країни відбувся в товариському матчі проти Чорногорії, Роман вийшов на 75-ій хвилині і дограв до фінального свистка (0:0).

## Статистика виступів

### Клубна
| Сезон    | Дивізіон | Клуб              | Країна   | Матчі | Голи |
| -------- | -------- | ----------------- | -------- | ----- | ---- |
| 2010     | дубль    | «Мінськ»          | Білорусь | 25    | 0    |
| 2011     | дубль    | «Мінськ»          | Білорусь | 20    | 0    |
| 2012     | Д1       | «Мінськ»          | Білорусь | 19    | 0    |
| 2013     | Д1       | «Мінськ»          | Білорусь | 24    | 2    |
| 2014     | Д1       | «Мінськ»          | Білорусь | 30    | 1    |
| 2015 (1) | Д1       | «Мінськ»          | Білорусь | 14    | 1    |
| 2015 (2) | Д1       | «Динамо» (Мінськ) | Білорусь | 8     | 0    |
| 2016     | Д1       | «Динамо» (Мінськ) | Білорусь | 17    | 1    |
| 2017     | Д1       | «Динамо» (Мінськ) | Білорусь | 24    | 1    |
| 2018     | Д1       | «Динамо» (Мінськ) | Білорусь | 16    | 0    |
| 2019     | Д1       | «Торпедо-БелАЗ»   | Білорусь | 11    | 0    |
| 2020     | Д1       | «Шахтар» (С)      | Білорусь | 13    | 3    |

### У збірній
| Дата      | Місто     | Господарі  | Результат | Гості    | Турнір           | Голи | Примітки |
| --------- | --------- | ---------- | --------- | -------- | ---------------- | ---- | -------- |
| 29-3-2016 | Подгориця | Чорногорія | 0 – 0     | Білорусь | товариський матч | -    | 75'      |
| Усього    |           | Матчів     | 1         |          | Голів            | 0    |          |

## Досягнення
- Білоруська футбольна вища ліга
  -  Чемпіон (3): 2020, 2021, 2023
  -  Срібний призер (2): 2015, 2017
  -  Бронзовий призер (2): 2016, 2018

- Кубок Білорусі
  -  Володар (1): 2012/13

- Суперкубок Білорусі
  -  Володар (2): 2021, 2025

- У списку 22-ох найкращих футболістів чемпіонату Білорусі (2): 2016, 2017